# مارسینکا (استان اوپوله)
مارسینکا (به لهستانی: Marysieńka) یک منطقهٔ مسکونی در لهستان است که در گمینا گووبچتسه واقع شده‌است.